# コワイモノシラズ
『コワイモノシラズ』は、2009年3月11日に、日本のシンガーソングライター森翼がリリースした1枚目のフルアルバム。発売元は、ポニーキャニオン。

## 概要
森翼初のフルアルバムであり、2008年5月にリリースされたデビューシングル「雨傘物語/オレンジの街」から、3rdシングル「チョコレートジョーク」までのシングル作品とアルバム内の新曲と2ndシングル「すべり台」のアコースティックバージョンを含めた全12曲が収録されている。

## 収録曲
1. 教室
作詞：森翼 作曲：森翼 編曲：鈴木Daichi秀行
2. チョコレートジョーク
作詞：森翼 作曲：森翼 編曲：鈴木Daichi秀行
森翼の3rdシングル表題曲。2009年2月25日発売[3]。
3. すべり台
作詞：森翼 作曲：森翼 編曲：鈴木Daichi秀行
森翼の2ndシングル表題曲。2008年11月19日発売。
4. 負け越し勝負師
作詞：森翼 作曲：森翼 編曲：鈴木Daichi秀行
5. オレンジの街
作詞：森翼 作曲：森翼 編曲：鈴木Daichi秀行
森翼の1stシングル表題曲。2008年5月21日発売[4]。
6. 寄り道スカッシュ
作詞・作曲：森翼 編曲：鈴木Daichi秀行
7. 君の手
作詞：森翼 作曲：森翼 編曲：鈴木Daichi秀行
8. 雨傘物語
作詞：森翼 作曲：森翼 編曲：鈴木Daichi秀行
森翼の1stシングル表題曲。2008年5月21日発売[4]。
9. 闇の咲く場所
作詞・作曲：森翼 編曲：鈴木Daichi秀行
10. 襟から正して ～呆～ 
作詞作曲：森翼 編曲：鈴木Daichi秀行
11. 君に逢いたい。
作詞・作曲：森翼 編曲：鈴木Daichi秀行
12. すべり台(青春アコースティック・バージョン)
作詞・作曲：森翼 編曲：鈴木Daichi秀行
家庭教師ヒットマンREBORN!のエンディングテーマ曲のアコースティックアレンジバージョン。

## タイアップ
チョコレートジョーク
関西テレビ『ミュージャック』3月度エンディングテーマ
すべり台
テレビアニメ『家庭教師ヒットマンREBORN!』第10クールエンディングテーマ
オレンジの街
映画『愛流通センター』挿入歌
雨傘物語
日本テレビ系「音楽戦士」2008年5月エンディングテーマ

## テレビ披露
| 番組名        | 日付           | 放送局   | 楽曲     |
| ------------- | -------------- | -------- | -------- |
| MUSIC EDGE    | 2008年5月      | 毎日放送 | 雨傘物語 |
| ライブ R-ゼロ | 2008年11月25日 | TBS      | すべり台 |

## クレジット
Produced & All songs arranged by 鈴木Daichi秀行
All Songs written by 森翼
Computer Programming, Guitars & Bass：鈴木Daichi秀行
Strings：四家卯大ストリングス(M-1,10)
Accordion：Miu Clochette (M-11)
Percussion：関口源八(M-12)
Director：中西克仁 (PONY CANYON INC.) / Horipro Inc.
Mixing Engineer：青木優(Ito I Communications) exceptM-9 by 鈴木Daichi秀行 at Studio Cubic
Recording Engincer：青木優(ItoI Communications)&鈴木Daichi秀行 at Studio Cubic & Sound City
Musician Coordinator：荒井成実(Solid Force)
Producer's Assistant：寺田正孝 (Solid Force)
Mastering engineer：Tom Coyne (Sterling Mastering sound)
Artist Management：Horipro Inc.
Artist Planner：川原章吾 (PONY CANYON INC.)
Sales Promoter：森ひとみ (PONY CANYON INC.)
Release Operator：栗山 稔 (PONY CANYON INC.)
Art Director & Designer：Swingarm
Photographer：山本さちこ
Stylist：岩崎聡美
Hair & Make-up：AZOO
Special thanx to：森昌代、北野孝一、ミルフィ一、赤井政哉、片田江博紀、地元の友達、ザわさんの奥さん、リンダさん、メガネさん、真木毅さん、黒田さん、hiroさん、銃声の皆さん、千恵梨の皆さん、宝塚のおばあちゃん、けんちゃん、ゆう君、補見タケビロ、吉田さん、鈴木さん、三沢さん、福島さん、矢澤さん、路上ライブで足を止めてくれた人、寂しい時電話の相手してくれる人、俺みたいな奴に拍手してくれた皆さん